# Липа (Зрече)
Липа (словен. Lipa) — поселення в общині Зрече, Савинський регіон, Словенія. 
Висота над рівнем моря: 761,8 м.